# Mécanique des roches
La mécanique des roches est une discipline théorique et appliquée, partie de la géomécanique discipline mathématisée de la géotechnique. C'est l'adaptation de la mécanique des sols à laquelle elle était initialement attachée, pour étudier le comportement du substratum rocheux sollicité par des implantations d'ouvrages – barrages, galeries, mines, carrières… Les roches de cette mécanique sont des milieux virtuels, modèles de matériaux réels de formations géologiques ; les formes géométriques et les comportements mécaniques de ces modèles doivent donc être compatibles avec les formes et les comportements naturels des massifs rocheux réels que décrivent deux disciplines géologiques, la géomorphologie et la géodynamique. Ainsi, la mécanique des roches, la géomorphologie et la géodynamique sont des disciplines indissociables, interdépendantes et complémentaires.
À partir de documentation, de données de géologie de terrain, de télédétection, de sondages et d'essais in situ et/ou sur échantillons, sa méthode actuelle consiste à établir des modèles de formes numériques plus ou moins compliqués d'un massif réel selon sa nature, sa structure et la densité de sa fissuration, et à les manipuler de façon à schématiser leurs comportements mécaniques selon diverses sollicitations, afin de prévoir la réaction globale du massif étudié.
Parallèlement, les mineurs ont défini une mécanique des terrains (strata control, Gebigsmechanik) plus particulièrement consacrée aux problèmes d'exploitation : structure des gisements, abattage, foudroyage, soutènement, affaissement superficiel…

## Sols et roches
Pour le géologue une roche est une masse minérale quelconque de composition, de structure et d'origine identiques, aussi bien un basalte qu'une argile, une grave alluviale… Mais il distingue les terrains de couverture (meubles) du substratum (rocheux).
Pour le géomécanicien, un sol est un géomatériau meuble dont les paramètres mécaniques ont des valeurs faibles ; ce peut être une grave alluviale aussi bien qu'un granite arénisé… Il donne par contre au mot roche un sens beaucoup plus proche du sens commun en appelant roche un géomatériau compact et dur, dont les paramètres ont des valeurs élevées. Cette distinction, fondée sur un jugement subjectif de l'aspect instantané d'un géomatériau, est très délicate à faire dans certains cas ; que sont en effet la plupart des matériaux des formations argileuses dont les paramètres mécaniques, et en particulier la cohésion qui détermine leur aspect instantané, ont des valeurs qui peuvent varier rapidement dans le temps en fonction de la teneur en eau ? Si l'on effectue un déblai dans une formation marneuse sèche et dure (roche) et si l'on est ensuite amené à stabiliser par drainage et protection superficielle, les talus qui se dégradent plus ou moins rapidement sous l'action de l'eau atmosphérique en produisant des coulées boueuses et même des glissements (sol). On peut fabriquer des briques avec de l'argile plus ou moins sableuse, un sol plastique ; les briques crues, séchées au soleil, sont des roches dont la diagénèse est sommaire ; en se réhumidifiant, elles redeviennent un sol plastique ; les briques cuites ont subi un début de métamorphisme ; elles sont devenues des roches plus stables qui s'altèrent difficilement ; mais en les broyant, on peut en faire un sol frottant.
L'état et le comportement mécanique d'un sol dépendent essentiellement de sa teneur en eau ; ceux d'une roche, de son degré d'altération, de fissuration et de fracturation. On peut retenir : 
- Sols : géomatériaux meubles, plus ou moins frottants et/ou plastiques dont la cohésion est faible. Elle diminue jusqu'à disparaître (liquéfaction) par accroissement de la teneur en eau.
  - Paramètres caractéristiques : densité, teneur en eau, angle de frottement, cohésion…
- Roches : géomatériaux compacts et durs dont la résistance à la compression simple est supérieure à quelques MPa. Elle diminue et/ou disparaît par altération physique (hydratation), chimique (dissolution) et/ou mécanique (fragmentation).
  - Paramètres caractéristiques : vitesse sismique, module d'élasticité, résistances à la compression, à la traction, au cisaillement…

## Aperçu historique
Bien que constamment confrontée à des problèmes d'abattage et de soutènement incessamment évolutifs, les mineurs n'ont pas développé de théorie mécanique systématique, sans doute parce que ces problèmes sont en grande partie spécifiques d'une exploitation toujours limitée dans l'espace et dans le temps et parce qu'ils adaptent à la demande leurs travaux aux circonstances de chantier : la pratique et l'expérience priment l'expérimentation et la théorie.
Construire sur le roc n'a longtemps posé aucun problème : deux Évangiles disent à peu près que le fou construit sur le sable et le prudent sur le roc. C'est pour cela que la mécanique des sols a précédé de très loin celle des roches qui en était une section, et pour cela qu'elle l'a largement inspirée et l'inspire encore.

### Les mines
Depuis la nuit du temps humain, on fore des puits et des galeries dans la roche pour l'exploitation et la mise en œuvre du sous-sol ; mais les techniques empiriques locales de fonçage, abattage et soutènement, maintenant étudiées par l'archéologie, étaient généralement tenues secrètes ; Pline en décrit succinctement quelques-unes.
De Re Metallica (1556) de Georgius Agricola est le premier ouvrage écrit (en latin) et abondamment illustré (gravures), entièrement consacré à la métallurgie et entre autres à l'exploitation minière ; dans le livre V, les méthodes et outils d'abattage (pic et barre de fer, coins de fer et de bois, feu et eau) et de soutènement (boisage d'étaiement et de cuvelage, …), sont décrits et montrés, mais bien entendu sans aucun calcul théorique.
Dans l'Encyclopédie (1751), au chapitre Filons et travaux des mines (Histoire Naturelle - Minéralogie), on trouve à peu près les mêmes indications (+ perforation à la vrille et abattage à la poudre à fusil) écrites et illustrées, toujours sans calcul, bien que la mécanique rationnelle soit alors en plein développement (article de d'Alembert).
Ensuite, les écoles d'ingénieurs des mines ont dispensé des cours théoriques (mécanique des terrains) plus ou moins adaptés à la mécanique rationnelle, orientés vers l'exploitation, sans développement spécifique pour les roches limitées à deux éléments, le minerai et les épontes.

### Les aménagements et les ouvrages
La construction des grands tunnels ferroviaires alpins du XIXe siècle a permis le développement de la géologie structurale pour l'étude de leurs tracés, mais les techniques de travaux étaient toujours fondées sur la pratique et l'expérience, sans développement mécanique théorique.
Durant les années 1930, mais surtout à partir des années 1940, la réalisation des grands aménagements hydroélectriques de montagne, barrages en béton, galeries en charge, voirie d'accès…, conduisit à adapter plus ou moins fidèlement la mécanique des sols pour en tirer la mécanique des roches qui s'est rapidement voulue autonome ; dans les dernières décennies du XXe siècle, elle s'est alors développée avec les études très pointues de grands ouvrages souterrains civils et militaires et grâce à l'usage systématique du calcul numérique.

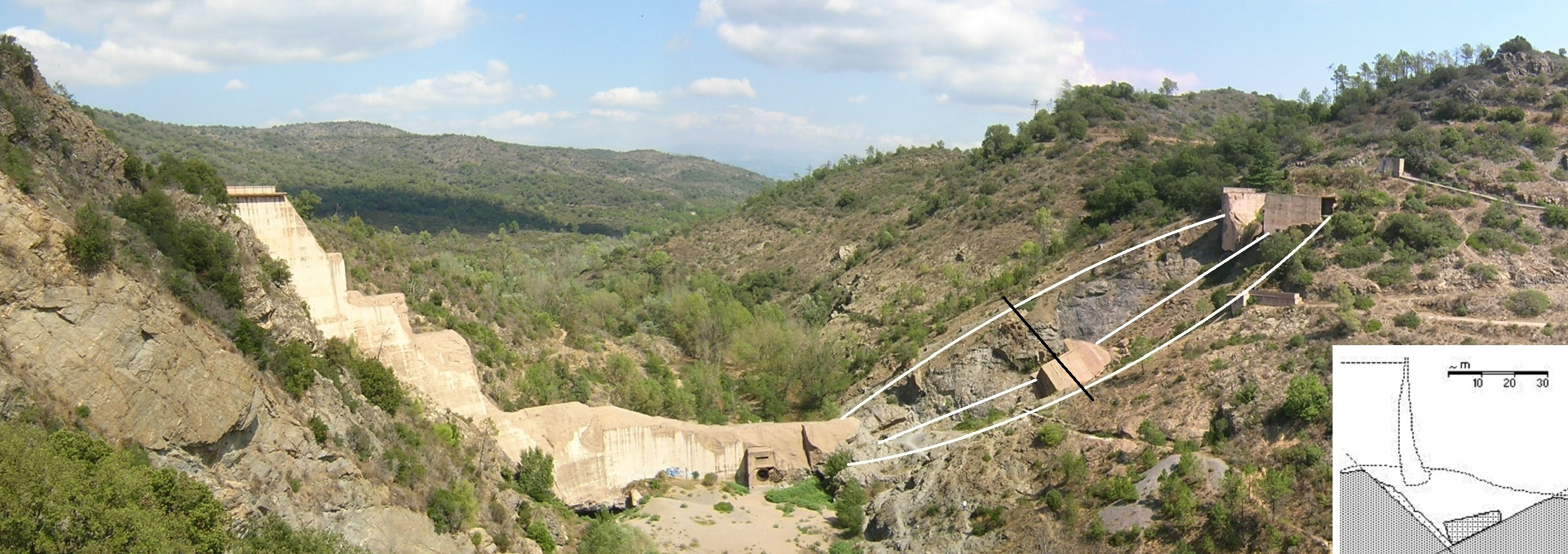
Les ruines du barrage de Malpasset sur le Reyran (Var) vues de l'aval – Coupe du dièdre de failles défaillant - rupture du 2 décembre 1959

On indique parfois que ce serait à la suite de la catastrophe du barrage de Malpasset que la mécanique des roches se serait développée en France ; c'est inexact : au début des années 1950, l'expression mécanique des roches était utilisée dans des articles spécialisés de mécanique des sols, notamment à propos des études et travaux d'EDF (barrages, galeries…) ; Talobre l'a officialisée comme titre de son ouvrage publié en 1957 (cf. Bibliographie).
L'International Society for Rock Mechanics a été créé en 1962 ; elle a tenu son premier congrès en 1966 à Lisbonne. En France, le Comité français de mécanique des roches a été créé en 1967.

## Aspect théorique
Les matériaux objets de la mécanique appliquée classique (résistance des matériaux), peu nombreux – métaux, bois, béton… et génériques, présentent des caractères et des comportements limités, à peu près déterminés et stables, alors que les roches sont des matériaux dont les caractères physico-chimiques et les comportements sont spécifiques, extrêmement variés, plus ou moins évolutifs et apparemment aléatoires. Telle roche, tel massif est unique, ce qui limite largement la généralisation théorique de leurs études mécaniques.
Les roches réelles constituant des massifs sont tangibles, discontinues, variables, hétérogènes, anisotropes, contraintes, pesantes et bien plus que cela : la nature les a faites ainsi et on ne peut que le constater. Les milieux virtuels modélisant ces massifs doivent être continus, immuables, homogènes, isotropes, libres, parfois non pesants et rien que cela : le traitement mathématique l'impose. Pour passer des roches aux milieux, de la réalité à l'image, il suffit d'un peu d'imagination et d'usage ; pour repasser ensuite et nécessairement des milieux aux roches, il faut ajouter que les massifs rocheux ne sont pas désordonnés, que leurs hétérogénéités et leurs comportements ne sont pas aléatoires, mais qu'au contraire, ils sont structurés de façon tout à fait cohérente, ce qui ramène à la géologie.

### Les moyens
Les moyens de la mécanique des roches sont ceux de la géotechnique (géologie, géophysique, sondages, essais…) avec une attention particulière pour la géologie.

#### Géologie
Pour construire le modèle de forme d'un site d'étude de mécanique des roches, il faut y mettre en œuvre les moyens classiques de l'étude géologique : documentation, télédétection, cartographie de terrain (identification et position des affleurements rocheux, direction et pendage de strates, plis, failles, diaclases, fissures…), géophysique (électrique, sismique…), sondages mécaniques carottés et destructifs, galeries pilotes.
L'ensemble de ces données est synthétisé par une carte et des coupes géologiques du site qui permettent de le découper en secteurs présentant des caractères analogues dont on fait des modèles de forme d'étude mécanique. Ces documents sont susceptibles d'évoluer à mesure que l'étude se précise.

#### Géophysique
Les sondages et tomographies sismiques permettent une "visualisation" du sous-sol qui précise les coupes géologiques : les modèles de forme ainsi obtenus sont indispensables à la mécanique des roches pour valider ses modèles spécifiques de calculs et obtenir ou évaluer les valeurs de certains paramètres.

#### Sondages et essais
Au cours de sondages mécaniques, on exécute des essais in situ et on prélève des échantillons destinés à des essais de laboratoire normalisés :
- Propriétés physiques : teneur en eau, masse volumique, porosité…
- Paramètres mécaniques : vitesse sismique, résistance à la compression simple (essai à la presse, essai Franklin), compression triaxiale, module de Young et coefficient de Poisson, résistance à la traction (essai brésilien), cisaillement direct selon une discontinuité (joint, fissure…), résistance à la pénétration par un foret, pouvoir abrasif (essai de rayure avec une pointe, avec un outil en rotation)…

Les résultats de ces essais permettent d'attribuer à chaque roche du site des valeurs moyennes de paramètres physiques et mécaniques, affectés aux milieux qui les représenteront dans les modèles de calculs.
Pour des raisons économiques, le nombre d'essais réalisés ne permet pas de caractériser un milieu selon les méthodes statistiques classiques (peu de données plus ou moins fiables). Les pétroliers et les mineurs utilisent la géostatistique pour laquelle un paramètre ne peut pas prendre n'importe quelle valeur n'importe où ; c'est une variable « régionalisée », car le matériau qui parait aléatoire à l'échelle de l'essai, ne l'est pas l'échelle du massif que l'on peut ainsi découper en sous-secteurs plus homogènes.

### Modélisation et calculs
Les méthodes de modélisation analogiques (coupes schématiques, modèles réduits…) et de calculs infinitésimal et/ou trigonométrique sont plus ou moins abandonnées pour la méthode numérique dont les résultats plus faciles à obtenir en utilisant des logiciels spécialisés, ne sont pas forcément plus précis ni même plus fiables. Elles servent encore à dégrossir les problèmes et à apprécier la pertinence des résultats numériques.
La forme de chaque secteur plus ou moins homogène d'un massif rocheux est numériquement modélisé en 2D ou 3D par un code – éléments finis (FEM), différences finies (FDM), éléments distincts (DEM), éléments aux limites (BEM) - plus ou moins adapté au cas pratique étudié. Son comportement (déplacements relatifs, déformations internes et/ou ruptures) sous l'effet d'efforts spécifiques (charges de fondations, de fluides – eau, hydrocarbures… sous pression en galeries ou en forages, relaxations de contraintes autour d'excavations existantes ou à créer, superficielles ou profondes…) est analysé en appliquant les lois de Hooke (élasticité), de Coulomb (plasticité et rupture) et/ou de Darcy (perméabilité) à leurs éléments et/ou à leurs frontières.
Les résultats ainsi obtenus sont des ordres de grandeurs que l'on affecte d'un « coefficient de sécurité » pour les utiliser dans les calculs d'ouvrages, en se souvenant que tout résultat d'essai et de calcul mécanique incompatible avec une observation géologique, est inacceptable.

## Applications
La mécanique des roches est appliquée dans d'innombrables études théoriques et pratiques.
- Applications théoriques :
  - Physique du globe : thermodynamique et sismique profondes ;
  - Géologie : dynamique de la lithosphère (tectonique des plaques -, tectonique classique - plissement, fracturation…), mouvements de terrains (écroulements de falaises, fontis ;
- Applications pratiques :
  - Prospection sismique (sondages, tomographie…) ;
  - Mine : abattage, stabilité et soutènement des puits, galeries, tailles…, affaissements superficiels ;
  - Travaux publics : fondations d'ouvrages de surface (barrages, centrales nucléaires, viaducs…), creusement et stabilisation d'ouvrages souterrains (galeries, tunnels), terrassements (déroctage et stabilité des talus), carrières (plans de tir, stabilité des fronts, préparation et utilisation des abattis (enrochements, granulats, moellons…) ;
  - Pétrole : pilotage, forage et stabilité des puits, extraction des fluides (gaz, huiles, eau…), fracturation hydraulique ;
  - Stockage souterrain de gaz, de déchets chimiques et/ou radioactifs : ouverture, stabilité, perméabilité des cavités, risques de diffusions polluantes ;
  - Géothermie : exploitation directe (captage et exploitation de fluides à haute température - régions à fort degré géothermique), indirecte (injection, chauffage et extraction de fluide caloporteur dans un massif rocheux fracturé profond).